# Grigny (Essonne)
Grigny  [gʁiɲi] je francouzské město v departementu Essonne v regionu Île-de-France.

## Poloha
Město Grigny se nachází asi 22 km jihovýchodně od Paříže. Obklopují ho obce Viry-Châtillon od západu na sever, Draveil na severovýchodě, Ris-Orangis na východě a jihovýchodě a Fleury-Mérogis na jihu a na jihozápadě.

## Vývoj počtu obyvatel
Počet obyvatel